# 洛伊德·麥克林登
洛伊德·葛倫·麥克林登（Lloyd Glenn McClendon，1959年1月11日—），生於美國印地安納州蓋瑞城，前美國職棒大聯盟球員及教練。在此之前，他於2001年至2005年擔任匹茲堡海盜隊的總教練。2014年至2015年擔任西雅圖水手隊的總教練。

## 少棒時期
洛伊德·麥克林登曾代表蓋瑞城參加1971年第廿五屆世界少棒大賽美北區選拔賽，並順利取得代表權。他在美北區的十二場選拔賽中，投出過無安打比賽，更揮出六支全壘打。
在賓州威廉波特舉行世界少棒大賽裡，蓋瑞城先以七比二擊敗代表美南區肯塔基州列克辛頓隊，再以七比零大勝代表歐洲區的西班牙馬德里隊，得以進入決賽。在前兩場比賽裡，麥克林登在四個打數中，全部揮出全壘打，使得對手不得不以四壞球保送戰術對付他。
8月28日冠軍戰的對手是代表遠東區的中華民國台南巨人少棒隊，前兩場也是以懸殊比數打敗對手，因此兩隊的對決倍受矚目。
一局下美北隊兩人上壘的情況下，麥克林登上場打擊，台南巨人隊投手許金木刻意投出大壞球，麥克林登卻仍然打出一支全壘打。在接下的各局裡，只要麥克林登一上場，對方捕手就「遠離」本壘板，讓投手投出超級安全的四壞球保送。這樣的戰術引起現場美國籍觀眾不滿，紛紛報以嚧聲。六局結束時雙方以3:3打平，因而進入延長賽。
到了九局上，美北隊的捕手再也無法接住麥克林登強勁的快速球，頻頻出現漏接，即使連換捕手也依然無法扼止，而麥克林登也投出四壞球保送，使得對手連連得分。在極度失望下，年少的麥克林登無法再投。美北隊換上來的投手完全壓不住巨人隊的打擊火力，終場以3:12輸掉比賽，而獲得亞軍。
儘管沒能贏得冠軍，麥克林登五個打數揮出五支全壘打的完美演出，依然成為世界少棒史上的傳奇記錄。
2013年西雅圖水手宣布，原底特律老虎打擊教練麥克林登(Lloyd McClendon)將接掌兵符，成為水手新任總教練。最後也在2015年球季把它給開除。
老虎今天宣布將AAA總教練Lloyd McClendon升上大聯盟，轉任老虎打擊教練。
9月20日麥克林登接替因身體因素原總教練賈登海爾（Ron Gardenhire）到球季結束。

## 總教練成績
| 球隊     | 年度     | 正規賽 | 正規賽 | 正規賽 | 正規賽      | 季後賽 | 季後賽 | 季後賽 | 季後賽 |
| 球隊     | 年度     | 勝     | 敗     | 勝率   | 排名        | 勝     | 敗     | 勝率   | 備註   |
| -------- | -------- | ------ | ------ | ------ | ----------- | ------ | ------ | ------ | ------ |
| 海盜     | 2001年   | 62     | 100    | .383   | 國聯中區第6 | -      | -      | .-     |        |
| 海盜     | 2002年   | 72     | 89     | .447   | 國聯中區第4 | -      | -      | .-     |        |
| 海盜     | 2003年   | 75     | 87     | .463   | 國聯中區第4 | -      | -      | .-     |        |
| 海盜     | 2004年   | 72     | 89     | .447   | 國聯中區第5 | -      | -      | .-     |        |
| 海盜     | 2005年   | 55     | 81     | .404   | 國聯中區第6 | -      | -      | .-     |        |
| 海盜合計 | 海盜合計 | 336    | 466    | .430   |             | -      | -      | .-     |        |
| 水手     | 2014年   | 87     | 75     | .537   | 美聯西區第3 | -      | -      | .-     |        |
| 水手     | 2015年   | 76     | 86     | .469   | 美聯西區第4 | -      | -      | .-     |        |
| 水手合計 | 水手合計 | 163    | 161    | .503   |             | -      | -      | .-     |        |
| 老虎     | 2020年   | 2      | 6      | .250   | 美聯西區第5 | -      | -      | .-     |        |
| 老虎合計 | 老虎合計 | 2      | 6      | .250   |             | -      | -      | .-     |        |
| 合計:8年 | 合計:8年 | 501    | 607    | .450   | -           | -      | -      | .-     |        |